# Néstor Errea
Néstor Errea (Buenos Aires, 27 aprile 1939 – Atene, 3 giugno 2005) è stato un calciatore argentino, di ruolo portiere.
Dopo essersi consacrato in patria, dove vince 3 titoli nazionali col Boca Juniors (1962, 1964 e 1965) e la Libertadores 1970 con l'Estudiantes – perdendo poi l'Intercontinentale dello stesso anno contro il Feyenoord campione d'Europa – tenta l'avventura in Grecia, dove si ritira nel 1978. Rimane a vivere nel territorio ellenico.

## Palmarès

### Competizioni nazionali
- Campionato argentino: 3

Boca Juniors: 1962, 1964, 1965
- Campionato uruguaiano: 1

Peñarol: 1967

### Competizioni internazionali
- Coppa Libertadores: 1

Estudiantes: 1970